# Protisch oplosmiddel
In de scheikunde is een protisch oplosmiddel een oplosmiddel waarin een waterstofatoom gebonden is aan zuurstof, stikstof of zwavel. Ook de vloeibare waterstofhalogeniden (met name HF) vallen onder deze soort oplosmiddelen. Meer in het algemeen betreft het stoffen met moleculen waarin een dissocieerbaar waterstofatoom voorkomt, het molecuul is in staat H+ af te staan. Een aprotisch oplosmiddel is niet in staat waterstofionen af te staan.
Algemene eigenschappen van protische oplosmiddelen:
- in het oplosmiddel treedt waterstofbrugvorming op
- het oplosmiddel heeft -minstens- een zuur waterstofatoom (al is dat misschien een zeer zwak zuur)
- het oplosmiddel stabiliseert ionen
  - kationen via een vrij elektronenpaar
  - anionen via waterstofbruggen

Voorbeelden zijn water, methanol, ethanol, mierenzuur, waterstoffluoride en ammoniak.
Protische polaire oplosmiddelen bevorderen de SN1 reactie, polaire aprotische oplosmiddelen juist de SN2 reactie. Naast effecten van het oplosmiddel kan het gebruik van een aprotisch oplosmiddel ook noodzakelijk zijn om de reactie te kunnen uitvoeren. Reacties waarbij zeer sterke basen gebruikt worden zoals Grignard reagentia of n-butyllithium kunnen niet in een protisch oplosmiddel worden uitgevoerd: het reagens reageert met het oplosmiddel in plaats van met zijn bedoelde reactiepartner.